# Tricorn Mountain
La Tricorn Mountain è una vetta alta 3.475 m che fa parte dei Monti Barton, una catena montuosa dei Monti della Regina Maud, in Antartide.
Si trova circa 4 miglia (6,4 km) a est del Graphite Peak, a circa metà strada tra il Ghiacciaio Falkenhof e il Ghiacciaio Leigh Hunt.
Fu scoperto e denominato dalla New Zealand Geological Survey Antarctic Expedition (NZGSAE) (1961–62), a causa della sua forma che ricorda il cappello a tricorno da ammiraglio.